# Lomas de Sargentillo
Lomas de Sargentillo è una parrocchia urbana dell'Ecuador, capoluogo dell'omonimo cantone, nella provincia del Guayas.